# Ryszard Siwiec
Ryszard Siwiec (pronunciación en polaco: /ˈrɨʂart ˈɕivjɛt͡s/; 7 de marzo de 1909-12 de septiembre de 1968) fue un contador polaco y exmiembro de la resistencia del Ejército Nacional, quien fuera la primera persona en suicidarse por autoinmolación en protesta contra la invasión de Checoslovaquia por el Pacto de Varsovia. Aunque su acción fue capturada por una cámara de cine, la prensa polaca omitió cualquier mención del incidente, siendo suprimida con éxito por las autoridades. Siwiec preparó su plan solo, y pocas personas se dieron cuenta de lo que trataba de lograr con su sacrificio. Su historia permaneció casi olvidada hasta la caída del comunismo, cuando fue relatada por primera vez en un documental del director polaco Maciej Drygas. Desde entonces, Siwiec ha recibido póstumamente una serie de honores y condecoraciones checas, eslovacas y polacas.
La muerte de Siwiec presagiaba la inmolación de Jan Palach en Praga, que sucedió cuatro meses después y que fue más conocida. Siwiec fue la primera persona de Europa Central y Oriental que se autoinmola en protesta por la invasión, y una de las tres en la historia de Polonia (las otras fueron Walenty Badylak y Piotr Szczęsny).

## Biografía
Siwiec nació en Dębica el 7 de marzo de 1909, bajo la partición austriaca de Polonia, entonces parte de Austria-Hungría. Se graduó de la Universidad de Lwów en licenciatura en filosofía. Siwiec trabajó como contador desde la década de 1930 en Przemyśl, donde se mudó poco después de graduarse. Durante la Segunda Guerra Mundial, escapó de los trabajos forzados para los alemanes al trabajar como jardinero y se unió a la Armia Krajowa (Ejército Nacional), el movimiento de resistencia polaco. Ryszard Siwiec se casó en 1945 y tuvo cinco hijos.

## Autoinmolación
Según amigos y familiares, tenía un amplio conocimiento histórico y estaba profundamente desilusionado con la realidad de la Polonia comunista. Apoyó a los estudiantes que protestaban durante la crisis política polaca de marzo de 1968 en Polonia, imprimiendo folletos de bibuła (prensa clandestina polaca) y pidiéndole a su hija que los distribuyera. Según los profesionales de la salud, tenía una mente sana y completamente racional en el momento de su suicidio. Siwiec planeó su autoinmolación con meses de anticipación, redactando un último testamento en abril y dejando declaraciones escritas y grabadas que explicaban su repulsión ante la invasión de Checoslovaquia por el Pacto de Varsovia y la participación de la República Popular de Polonia en el mismo.
Siwiec obtuvo pases para un festival nacional de la cosecha que tuvo lugar el 8 de septiembre de 1968 en el Estadio del 10.º Aniversario en Varsovia. Su objetivo era que su acto fuera presenciado por cerca de 100.000 espectadores, entre ellos numerosos periodistas y la dirección nacional del Partido de los Trabajadores Polacos. Se prendió fuego durante uno de los bailes del festival con un solvente inflamable. Este método de protesta probablemente se inspiró en una serie reciente de protestas similares de monjes budistas en Vietnam, especialmente el de Thích Quảng Đức. Tenía una pancarta con las palabras "Para nuestra libertad y la suya" y "Honor, Patria", así como algunos folletos, que se dice que arrojó justo antes del incidente, aunque ninguno de ellos atrajo mucha atención, y ambos artículos se mencionan principalmente solo en los documentos de la policía secreta investigadora. Rechazó la ayuda inmediata y gritó "Yo protesto". Retuvo la conciencia después de que las llamas se hubieran extinguido, dando breves declaraciones, y más tarde cuando fue trasladado a un hospital (Szpital Praski), donde pudo comunicarse con el personal médico y recibió una breve visita de su esposa. En el hospital, fue puesto bajo vigilancia policial y murió cuatro días después, el 12 de septiembre de 1968.

## Importancia y conmemoración
El incidente fue inmediatamente suprimido por las autoridades. Una historia inventada durante el acto fue que se produjo un accidente causado por beber vodka y fumar al mismo tiempo, o por combustión espontánea, con el objetivo de desviar el interés hacia los chismes y retratar a Siwiec como un borracho irresponsable. También fue declarado enfermo mental.
A pesar de la gran cantidad de asistentes al festival, hubo relativamente pocos testigos, y el incidente no causó ninguna demora en la actividad principal. Los periodistas y otros testigos sabían que no podrían publicar ninguna fotografía o filmación, por lo que las personas que se percataron del incidente no se molestaron en grabarlo, ni tampoco intentaron realizar una investigación posterior. Las pocas fotografías de los incidentes fueron destruidas, olvidadas o perdidas. Siwiec fue censurado de las fotografías oficiales de la Agencia Central de Fotografía (Centralna Agencja Fotograficzna), que tenía el monopolio de la emisión de fotografías para la prensa en la era de la Polonia comunista. Su acto fue capturado en una película de 7 segundos por una cámara de cine de la Polish Film Chronicle, pero los noticiarios (newsreels o noticieros de cine) oficiales del festival omitieron cualquier mención del incidente. Sin embargo, estas imágenes sobrevivieron, mal etiquetadas por accidente o por propósito, hasta que fueron redescubiertas más de veinte años después.
La policía secreta polaca (Służba Bezpieczeństwa) realizó una investigación de rutina que terminó rápidamente debido a la "muerte del culpable", seguida de una vigilancia rutinaria de bajo perfil de sus amigos y familiares, durante la cual interceptó la última carta de Siwiec a su esposa (entregada décadas más tarde). En general, las autoridades no tuvieron problemas para suprimir el evento, ya que ninguno de los pocos testigos mostró deseo alguno de hacer que el suceso fuera conocido. Hubo algunos rumores sobre el incidente, ya que la mayoría de las personas lo consideraron un suicidio en lugar de un accidente, pero la razón no estaba clara, y nadie relacionó las dramáticas acciones de Siwiec con los eventos políticos contemporáneos. Como el publicista Stefan Kisielewski escribió en su diario dos días después de la muerte de Siwiec, "hay rumores sobre una autoinmolación [durante el festival] pero nadie sabe el motivo".

### Funeral
El funeral de Siwiec en Przemyśl tuvo una buena asistencia, pero no se convirtió en una manifestación política; fue custodiado por la policía, y los agentes secretos difundieron rumores dirigidos a dañar la reputación de la familia Siwiec. Su familia informó que, si bien algunos conocidos apoyaban y conocían el verdadero propósito de Siwiec, muchos se apartaron de ellos, ya sea intimidados por las autoridades o creyendo las historias de que Siwiec había estado borracho o enfermo mentalmente.
La sincronización elegida por Siwiec ha sido descrita como desafortunada, ya que decidió cometer su acto durante un baile (mazurca), momento en el que su grito se ahogó debido a los sonidos de la orquesta que tocaba. Algunos, como Tomas Kavaliauskas o Krzysztof Kąkolewski, han especulado que si hubiera elegido actuar momentos antes, durante un discurso del líder comunista polaco Władysław Gomułka, primer secretario del Partido de los Trabajadores Polacos, la conmoción que habría probocado hubiera interrumpido el acto y su mensaje podría haber sido presenciado más ampliamente. El publicista Antoni Zambrowski observó que muchos otros autoinmoladores, como el checo Jan Palach, habían cooperado con movimientos de oposición anticomunistas y habían dejado mensajes y otros documentos que ayudaron a publicar sus actividades; Siwiec trabajó solo y, por lo tanto, la oposición polaca anticomunista con la que se identificó no tuvo conocimiento de su acción ni del significado que había detrás de ella hasta mucho tiempo después.
Radio Free Europe se enteró del incidente unos días o meses (las fuentes varían) después del incidente, pero no consideró que el mensaje fuera confiable ni de interés periodístico, ya que la emisora tampoco estaba al tanto de su contexto político. Esto cambió solo después de la famosa autoinmolación de Palach en Praga cuatro meses después, el 19 de enero de 1969, y después de que la RFE recibió más información, lo que aclaró la declaración política que Siwiec quería hacer. La transmisión de RFE sobre Siwiec se emitió en febrero, marzo o abril (las fuentes varían) ese año. Si Palach se hubiera enterado de las acciones de Siwiec, se habría debido al boca a boca y no a la RFE.

### Reconocimiento
Gracias a los esfuerzos de su familia y amigos, la información sobre Siwiec fue conocida por la oposición anticomunista Solidarność en Polonia en los años 80. Un folleto sobre él fue publicado en 1981. Después de la caída del comunismo, Siwiec se convirtió en el tema del documental de 1991 Hear My Cry (Usłyszcie mój krzyk), del director polaco Maciej Drygas. La película ganó varios premios, incluido el premio "Felix" de los Premios del Cine Europeo por "Mejor documental" ese año. Drygas, a quien se le atribuye la reconstrucción y popularización de la historia de Siwiec, señaló que en comparación con otros incidentes similares de la época, como las autoinmolaciones de Palach o Romas Kalanta, la muerte de Siwiec es única por la poca atención que atrajo. Jan Nowak-Jeziorańesquí, el director de la sección polaca de Radio Free Europe, expresó un sentimiento similar: "Esta fue una tragedia humana inaudita... La tragedia consistía en que su sacrificio pasó completamente inadvertido". En el mismo sentido, Kavaliauskas interpreta la película de Drygas como una crítica de la sociedad polaca contemporánea, diciendo que los testigos no querían que este incidente arruinara su gozo del festival en un "día perfecto".
Tras la película de Drygas, Ryszard Siwiec recibió póstumamente una serie de condecoraciones estatales checas, eslovacas y polacas. Existen placas conmemorativas dedicadas a su memoria en Varsovia, Dębica y Przemyśl. Un puente en Przemyśl, donde vivió, lleva su nombre desde 1991, así como una calle en Praga frente al Instituto checo para el estudio de los regímenes totalitarios, con un memorial cercano dedicado a él, inaugurado en 2010. Una calle en Varsovia fue nombrada en honor a él en 2011. No obstante, como lo señaló Kavaliauskas en 2010, todavía es menos conocido que otros autoinmolados de su época.

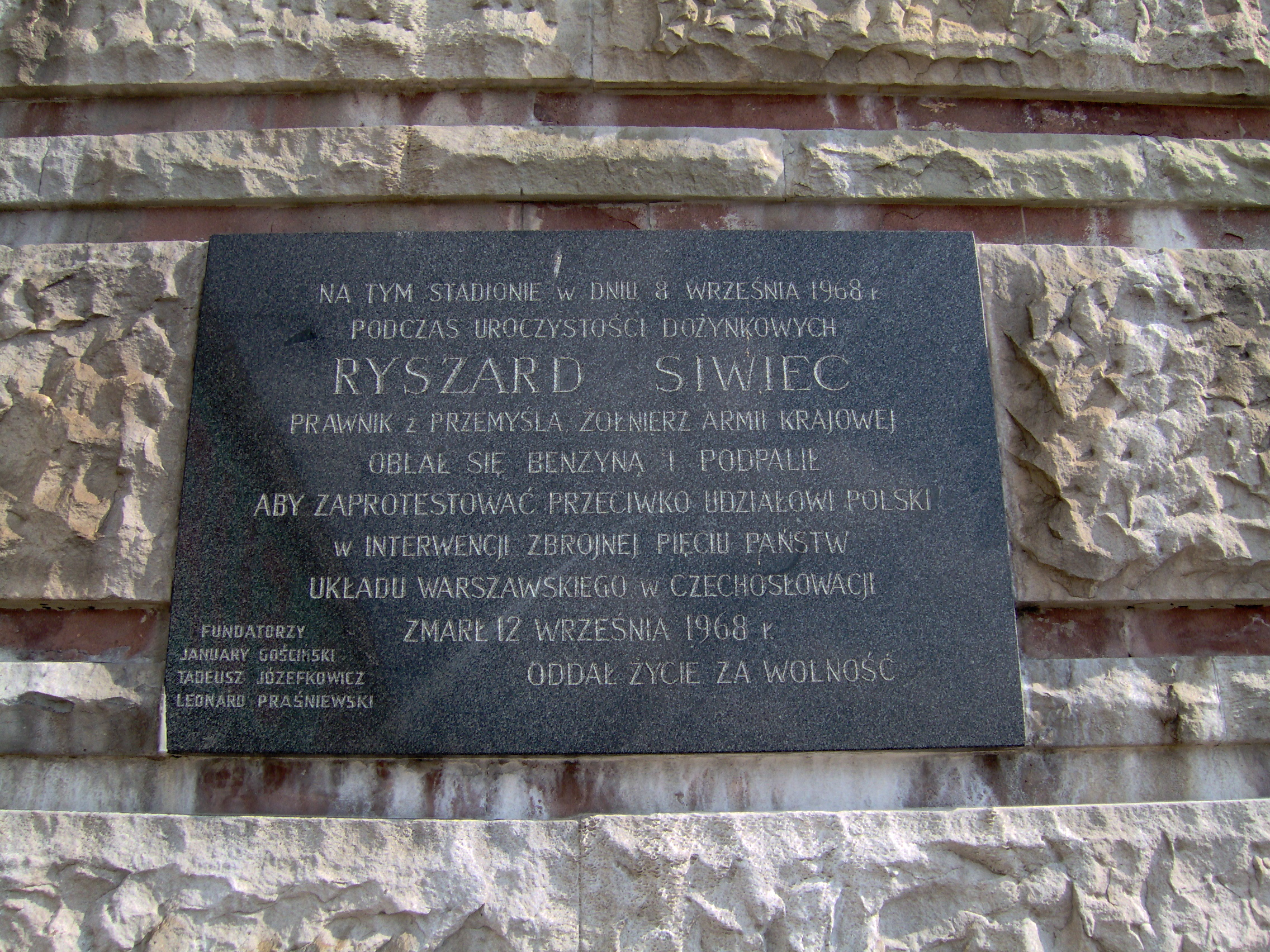
Placa dedicada a Siwiec en el Estadio.

## Honores
Siwiec recibió los siguientes honores póstumamente:
- Orden de Tomáš Garrigue Masaryk, primera clase, otorgada en 2001 por Václav Havel, Presidente de la República Checa.[7]
- Orden de Polonia Restituta, Cruz del Comandante, otorgada en 2003 por Aleksander Kwaśniewski, Presidente de Polonia.[7]
- Orden de la Doble Cruz Blanca, tercera clase, otorgada en 2006 por Ivan Gašparovič, Presidente de Eslovaquia.[14]